# Húsar
Húsar (dánsky: Husum) je osada na východní straně ostrova Kalsoy na Faerských ostrovech. Je nejstarší osadou na ostrově. V roce 2006 v osadě žilo 55 obyvatel.

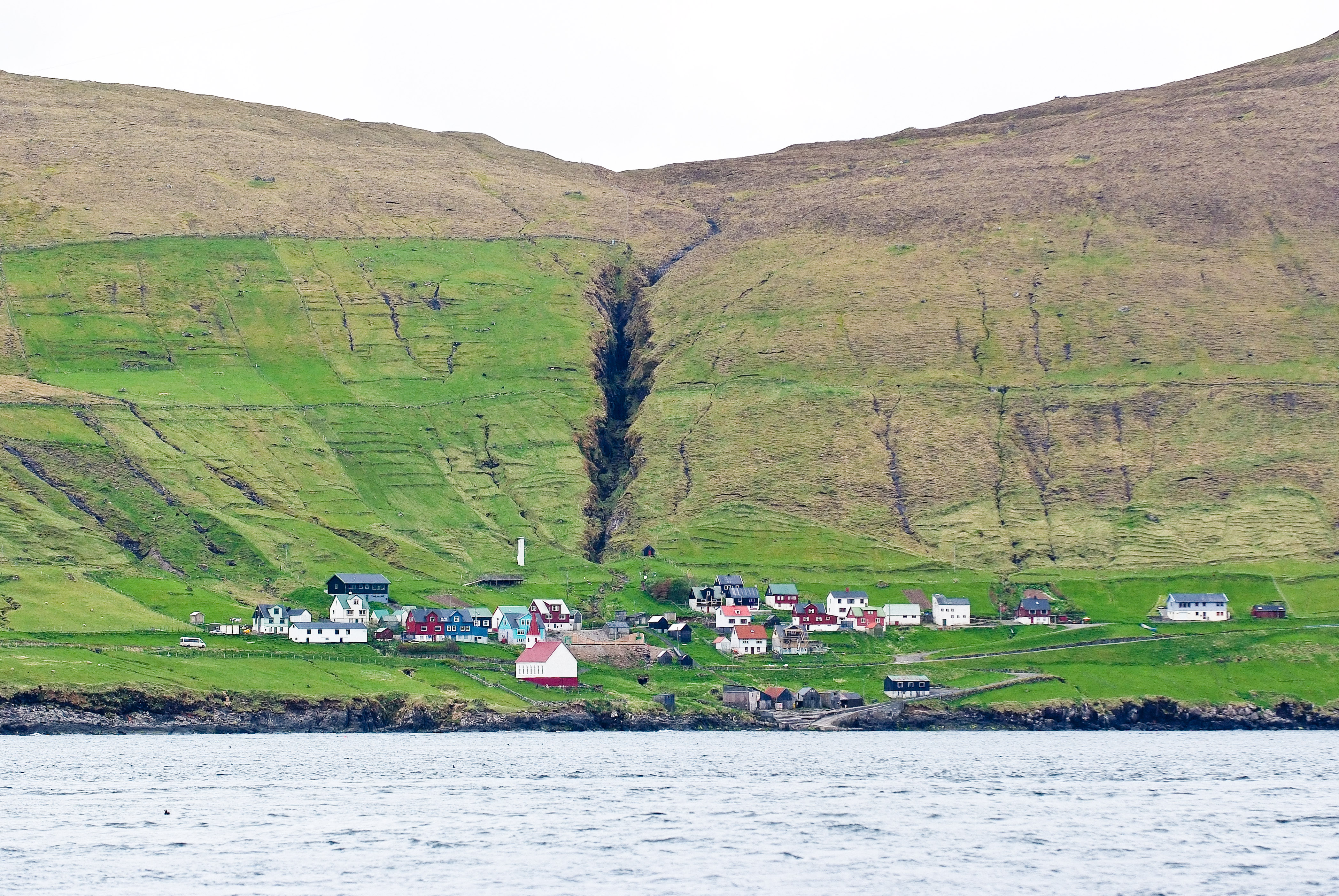
Húsar

Kamenný kostel zde byl postaven v roce 1920. Z obce jezdí do okolních vesnic na ostrově autobus a s městem Klaksvík ho spojuje trajekt, který v obci zastavuje třikrát denně. 
Většina obyval Húsaru se věnuje chovu ryb. Je zde také několik nožířů, kteří vyrábějí nádherné ruční nože ke zpracování velryb.